# 文村俊三
文村 俊三（ふみむら としぞう、1951年または1952年 - ）は、日本の地方公務員。大阪府人事委員会事務局長、大阪府土地開発公社理事長を歴任。勲等は瑞宝小綬章。

## 人物・経歴
大阪府庁に入庁。2007年 (平成19年) 大阪府空港対策室長として関西国際空港の第2滑走路オープンに携わり、ダイヤは1994年の開港以来初めて週200便を超えた。にぎわい創造部空港戦略室長を経て人事委員会事務局長。2009年5月 大阪府戦略本部会議において文村が作成した「人事委員会事務局長マニフェスト（案）」が審議され、大阪府知事 (当時) の橋下徹は「本当にヒット中のヒット。まさに私が思い描いた戦略だ」と賛美した。一方で自治労連や全教で構成する大阪府関連職員労働組合連合会は、「中立的機関である人事委員会の事務局長が任命権者の人事政策の忠実な執行者としての役割を担わされることは、法的にも許されない」と反発し、撤回を求めた。大阪府庁退職後に大阪府土地開発公社理事長。

## 栄典
- 2022年 令和4年春の叙勲で瑞宝小綬章を受章[1]